# Neomelicharia indicata
Neomelicharia indicata är en insektsart som först beskrevs av Melichar 1902.  Neomelicharia indicata ingår i släktet Neomelicharia och familjen Flatidae. Inga underarter finns listade i Catalogue of Life.